# Duncan Horton
Duncan Horton (sinh ngày 18 tháng 2 năm 1967) là một cầu thủ bóng đá người Anh từng thi đấu ở vị trí hậu vệ trái tại Football League.